# Ann Cavoukian
Ann Cavoukian   (El Caire, 7 d'octubre de 1952) és experta en privacitat i l'anterior Comissària d'Informació i Privacitat de la província canadenca d'Ontario. Va desenvolupar el concepte de privacitat des del disseny (privacy by design), terme emprat en la matèria de protecció de dades personals, des del 1997 al 2014, abans i durant la seva tasca com a comissària d'Ontario.
Va ser contractada per la Universitat de Ryerson com a professora visitant després del final de les seves tres temporades com a comissària. Cavoukian va ser nomenada directora executiva de Ryerson's Privacy and Big Data Institute l'any 2014. Des del 2017, Cavoukian és Experta Distingida, en residència, del centre educatiu Privacy by Design Centre of Excellence.

## Biografia
Cavoukian va néixer al Caire, Egipte l'any 1952. Filla de pares d'ètnia armènia, Artin i Lucie Cavoukian, va immigrar a Toronto, Canadà, amb la seva família l'any 1958. És germana de l'animadora infantil canadenca Raffi i del fotògraf Cavouk Cavoukian.
Va estudiar a la Universitat de York i va cursar un màster i un doctorat en psicologia a la Universitat de Toronto, on es va especialitzar en criminologia i dret.
Durant la dècada dels 80 va encapçalar la Branca de Serveis de la Recerca pel General d'Advocat provincial. L'any 1987 es va unir a l'oficina provincial del Comissionat de la Informació i la Privacitat. L'any 1990 va ser nomenada Assistenta del Comissionari.

## Tasca com a Comissària d'Intimitat
Va ser nomenada Comissària l'any 1997 i és la primera Informació i Comissari d'Intimitat d'Ontario reelegida en un tercer mandat.

### Privacitat des del disseny
Cavoukian va crear el concepte de Privacitat des del disseny. L'any 2010, l'assemblea anual de Comissionats Internacionals de Protecció de Dades i Privacitat va aprovar per unanimitat una resolució que reconeixia la privacitat des del disseny com a component essencial de la protecció de la privacitat i és una part essencial de la normativa en protecció de dades personals de la Unió Europea.

## Obres publicades
Cavoukian ha copublicat dos llibres sobre la privacitat:
- Tyler Hamilton: The Privacy Payoff: How Successful Businesses Build Customer Trust, 2002.
- Don Tapscott: Who Knows: Safeguarding Your Privacy in a Networked World, 1997.